# إحسان الترجمان
احسان الترجمان (1893-1917) هو عسكري في الجيش العثماني، ولد في البلدة القديمة في مدينة القدس، جرى تجنيده للعمل في الجيش العثماني كمترجم، وهو متأثر بخليل السكاكينيّ ، دوّن يوميات عن أوضاع القدس إبان الحرب العالمية الأولى، وتحدّث عن سلوك الحكم العسكري وعن الشائعات التي تنتشر في المدينة، وعن التحوّلات التي تطرأ على البلاد في تلك الحقبة الزمنية.

## يوميّاته
هي مخطوطة من 186 صفحة، كتبها الترجمان خلال العامين (1915، 1916)، وقد ظهرت اليوميات المفقودة فجأة في أرشيفات مكتبة إسرائيل الوطنية في قسم "الأملاك العربية المتروكة" التي تشمل الكتب التي صودرت من مكتبات بيوت الفلسطينيّين بعد حرب العام 1948 ، وقد صدرت هذه اليوميات بعنوان «عام الجراد» عن مؤسسة الدراسات الفلسطينية، ونُشرت باللّغات العربية والتركيّة والانجليزيّة، تناولت يومياته توثيق للأوضاع السياسية التي أدت إلى التشرذم الاجتماعي وفقدان الشعور بالاستقرار الذي ساد مدينة القدس في ذلك الوقت، واحتوت اليوميات تفاصيل الحياة الخاصة، حبه لبنت الجيران وفقدان أمله بالزواج منها، زياراته اليومية لمعلمه وزملائه، محاولاته الفاشلة للهروب من الخدمة العسكرية، والانهيار والتفكك الاجتماعي الذي صاحب المجاعة والأوبئة.، وتعتبر هذه اليوميات اليوم مصدرًا توثيقيًا لحياة الفلسطينيين البسطاء في الماضي.